# Eriez
Gli Eriez (chiamati anche Erie o Nation du Chat) furono un gruppo di nativi americani, imparentati con gli irochesi, che vivevano dalla preistoria in una zona compresa fra la parte occidentale dell'attuale stato di New York all'Ohio settentrionale, sulla sponda meridionale del lago Erie. Vennero alla fine distrutti dagli Irochesi, che adottarono alcuni dei sopravvissuti all'interno del loro gruppo, mentre il resto venne principalmente assorbiti nella tribù dei Seneca.
Il nome è una abbreviazione di Erielhonan, che significa "coda lunga". Gli Eriez erano chiamati anche "popolo del gatto o popolo del procione. Vivevano in case lunghe abitate da più famiglie in villaggi circondati da palizzate; coltivavano le Tre Sorelle, mais, fagioli, e zucche, durante la stagione calda. D'inverno i membri della tribù vivevano del raccolto e della caccia di animali.

## Commercio di pellicce e guerre irochesi
Nella competizione per il commercio delle pellicce, gli Eriez si inimicarono le tribù circostanti sconfinando nei loro territori per cacciare. Provocarono anche i loro vicini nord-orientali, la Lega degli Irochesi, accettando profughi dai villaggi degli Uroni che erano stati distrutti dagli Irochesi. Anche se pare che usassero frecce avvelenate, unica fra le tribù dell'America del nord a farlo, gli Eriez erano svantaggiati negli scontri armati in quanto avevano poche armi da fuoco. A partire dalla metà del XVI secolo, gli Eriez combatterono contro gli Irochesi. Al termine del conflitto, noto come guerre franco-irochesi, la tribù scomparve e rimasero solo alcuni gruppi isolati che successivamente furono assorbiti negli Irochesi. Si dice anche che alcuni Eriez siano fuggiti in Carolina. In altre tribù, specialmente tra i Seneca che vivono nell'Oklahoma, si possono trovare persone che sostengono di discendere dai superstiti del popolo Erielhonan.

## Contatti con gli europei
Gli Eriez ebbero pochi contatti con gli europei. Solo i commercianti di pellicce olandesi di Fort Orange, l'odierna Albany e, durante le guerre Franco-Irochesi, i missionari gesuiti canadesi, ebbero contatti con loro. Il poco che conosciamo sugli Eriez deriva da leggende, reperti archeologici e raffronti con altri popoli irochesi.